# Passo delle Radici
Il passo delle Radici (detto anche foce delle Radici o Passo di San Pellegrino in Alpe - 1.529 m s.l.m.) è un valico dell'Appennino Tosco-Emiliano che separa la Toscana a sud dall'Emilia a nord ed in particolare la provincia di Lucca (comune di Castiglione di Garfagnana), dalla provincia di Modena (comune di Frassinoro): da esso nasce, sul versante emiliano, il torrente Dragone.

## Descrizione
È attraversato dalla ex-strada statale 324 del Passo delle Radici che mette in comunicazione la Garfagnana con la valle dell'alto Secchia, attraversando da est a ovest tutto l'alto Appennino modenese, oggi denominata strada provinciale 72 (SP 72) in provincia di Lucca e strada provinciale 324 (SP 324) nel tratto modenese. Una caratteristica del passo sono le molteplici vie di accesso. Infatti oltre alla suddetta ex-statale 324 che lo attraversa, può essere raggiunto anche attraverso altre vie.
- Sul versante toscano partendo dal fondovalle si può seguire la strada provinciale 71 che passa per San Pellegrino in Alpe e raggiunge il passo delle Radici con un percorso di 17 km (contro i 31 km del percorso lungo la statale 324). Questo percorso segue una dorsale secondaria molto panoramica che nel tratto che conduce a San Pellegrino ha pendenze fino al 20% per poi continuare meno ripida fino al passo del Pradaccio a 1600 metri, da qui la strada ridiscende fino ad incontrare la statale 324 subito dopo il passo delle Radici.
- Sul versante emiliano vi sono almeno quattro percorsi che salgono dalla valle:
  - da Modena lungo la statale 486 che sale passando per Sassuolo, Lugo, Montefiorino e quindi raggiunge la statale 324 in territorio emiliano (località Imbrancamento) a meno di 3 km dal passo delle Radici;
  - da Modena lungo la statale 12 per Pavullo nel Frignano, Pievepelago e da qui lungo la statale 324;
  - da Montefiorino seguendo la provinciale 32 per Frassinoro, che si collega alla statale 486 in località La Raggia, e poi da qui seguendo la statale 486 fino alla congiunzione con la statale 324;
  - da Reggio Emilia lungo la statale 63 e poi la provinciale 9 per Villa Minozzo che raggiunge la statale 486 in località Piandelagotti.

Il passo delle Radici è uno dei punti di accesso al Parco del Frignano (Alto Appennino Modenese).